# Michael Zethrin
Michael Zethrin, född 1660-talet i Börje församling, Uppsala län, död 3 april 1731 i Storkyrkoförsamlingen, Stockholm, var en svensk musiker, tonsättare, diktare och skolman. Han var organist i Riddarholmskyrkan mellan 1710 och 1728.

## Biografi
Michael Jönsson Zethrin föddes på 1660-talet i Börje församling som son till korpralen Jöns Michelsson från Schleswig. Zethrin började studera vid Uppsala universitet 1678. 1689 kom han att arbeta som lärare vid Sankt Nicolai skola i Stockholm; 1694 utnämndes han till konrektor och 1728 till rektor.
Under tiden vid trivialskolan arbetade han också med andra saker vid sidan om. Från 1690 till 1706 var han instrumentalist vid Storkyrkan i Stockholm och från 1710 till 1728 var han organist vid Riddarholmskyrkan. 1711 började han arbeta vid Kungliga hovkapellet och kom att stanna där fram till 1728. Zethrin avled 1731 i Stockholm.
Från Zethrins penna flödade dikter och framför allt parodivisor på svenska. De bröt mot gängse koralmelos och genom utnyttjande av Lully-skolans melodier utgör de ett viktigt steg mot svensk monodi. Det är bröllops- och begravningsdikter och gratulationer i tryck och handskrift, vilka till 1685 rör förhållanden i Uppsala och därefter i Stockholm, som blev hans verksamhetsort.

### Familj
Zethrin gifte sig första gången 7 juni 1673 med Catarina Warenberg och andra gången med Maria Cederström (död 1730).

## Verklista

### Vokalverk
- När Lysille lämnade jungfrurna, för sopran och generalbas, 1686.[5]
- När som ormetungans ettervassa nål, för alt och generalbas, 1685.[5]
- Ack kärlek ädla vän, för sopran, bas och generalbas.[5] Av Moberg tillskriven Zethrin men är en parodivisa på" March de Busch"